# Свети песак
Свети песак је југословенски филм из 1968. године. Режирао га је Мирослав Антић. Припада остварењима црног таласа.
Југословенска кинотека у сарадњи са Авала студиос је дигитално обновила филм.
Свечана пројекција дигитализоване верзије је одржана на 24. фестивалу нитратног филма 12. Јуна 2022 године.

## Радња
Човек који је био некада политички комесар бригаде, огрешио се о друштво. Двадесет година после рата, на место где се открива споменик његовим мртвим друговима, дошао је и он, непозван и одбачен. Прозивали су мртве и живе, али његово име нису изговорили. А он је остао пред својим друговима, гледали су се у очи. Стајао је а као да га никад није било.

## Улоге
| Глумац             | Улога             |
| ------------------ | ----------------- |
| Чедомир Михајловић | Александар Вински |
| Тихомир Плескоњић  |                   |
| Желимира Жујовић   | Ана               |
| Миленко Тобџић     |                   |
| Миленко Шуваковић  |                   |
| Илија Башић        |                   |
| Јелица Јевремов    |                   |
| Иван Хајтл         |                   |
| Иван Ћирковић      |                   |
| Едит Бареш Тот     |                   |

## Културно добро
Југословенска кинотека је, у складу са својим овлашћењима на основу Закона о културним добрима, 28. децембра 2016. године прогласила сто српских играних филмова (1911-1999) за културно добро од великог значаја. На тој листи се налази и филм "Свети песак".